# Globe Derby Park
Globe Derby Park, är en travbana norr om Adelaide i South Australia i Australien. Banan invigdes 1969 och arrangerar lopp inom både trav- och passgångssport.

## Historia
Banans första offentliga hölls på eftermiddagen den 24 juni 1969. Globe Derby Park uppkallades efter hingsten Globe Derby, som ansågs vara den mest inflytelserika standardhästen i Australien och Nya Zeeland under slutet av 1960-talet. Trav- och passgångstävlingar i Adelaide hölls tidigare på den 510 meter långa Wayville Showground från 1934, tills alla tävlingar flyttade till Globe Derby Park den 14 april 1973.
Tävlingar hålls på söndagar och måndagar, samt ibland fredagar.

## Om banan
Huvudbanan är en oval bana på 845,5 meter och banans upplopp mäter 150,9 meter. Banans underlag består av krossade skal (shell grit). Banan har även open stretch.

## Större lopp
Banan har varit värd för Inter Dominion Pacing Championship och Inter Dominion Trotting Championship fem gånger (1976, 1984, 1990, 1997 och 2007).